# Röhrenbach
Röhrenbach là một thị trấn ở huyện Horn trong bang Niederösterreich, ở nước Áo. Đô thị này có diện tích 25,11 km², dân số năm 2001 là 582 người.